# Seznam rybníků v Písku
Seznam rybníků v Písku obsahuje seznam rybníků v jihočeském městě Písek. Položka název uvádí název rybníka pokud je znám. Následuje položka Obrázek, která zobrazuje daný rybník. Galerie odkazuje do kategorie daného objektu na mediálním úložišti Wikimedia Commons. Následují souřadnice, název odtoku, plocha a účel. Může se jednat např. o rybník chovný či rekreační.
Seznam není kompletní.
| Název             | Obrázek | Galerie                                                    | Souřadnice                      | Odtok                                | Plocha [ha] | Účel   |
| ----------------- | ------- | ---------------------------------------------------------- | ------------------------------- | ------------------------------------ | ----------- | ------ |
| Loučný rybník     |         | Kategorie „Pond near Purkratice I“ na Wikimedia Commons    | 49°19′41″ s. š., 14°7′54″ v. d. | bezejmenný levostranný přítok Jiheru |             |        |
| Rákosný rybník    |         | Kategorie „Pond near Purkratice II“ na Wikimedia Commons   | 49°19′31″ s. š., 14°7′56″ v. d. | bezejmenný levostranný přítok Jiheru |             |        |
| Topělecký rybník  |         | Kategorie „Category:Topělecký rybník“ na Wikimedia Commons | 49°19′56″ s. š., 14°8′11″ v. d. |                                      | 4,64        | chovný |
| Prostřední rybník |         | Kategorie „Prostřední rybník“ na Wikimedia Commons         | 49°19′43″ s. š., 14°8′5″ v. d.  | bezejmenný levostranný přítok Jiheru | 1,80        | chovný |
| Pěník             |         | Kategorie „Pěník“ na Wikimedia Commons                     | 49°19′ s. š., 14°8′9″ v. d.     | Jiher                                |             |        |
| Nádvorný rybník   |         | Kategorie „Nádvorný rybník“ na Wikimedia Commons           | 49°19′36″ s. š., 14°7′59″ v. d. | bezejmenný levostranný přítok Jiheru | 2,64        | chovný |
| Kamenitý rybník   |         | Kategorie „Kamenitý rybník“ na Wikimedia Commons           | 49°19′53″ s. š., 14°7′52″ v. d. | bezejmenný levostranný přítok Jiheru | 0,23        |        |
| Bažný rybník      |         | Kategorie „Bažný rybník“ na Wikimedia Commons              | 49°19′26″ s. š., 14°7′45″ v. d. | bezejmenný levostranný přítok Jiheru | 1,17        |        |